# Ступківське джерело
Сту́пківське джерело́ — джерело питної води, гідрологічна пам'ятка природи місцевого значення в Тернопільській області. Розташоване на західній околиці села Ступки Тернопільського району, за 200 метрів від Підволочиського шосе автошляху Стрий — Тернопіль — Кропивницький — Знам'янка — Е-50, М 12.

## Пам'ятка
Оголошене об'єктом природно-заповідного фонду рішенням № 736 Тернопільської обласної ради від 27 серпня 2009 року. Перебуває у віданні Байковецької сільської громади.

## Характеристика

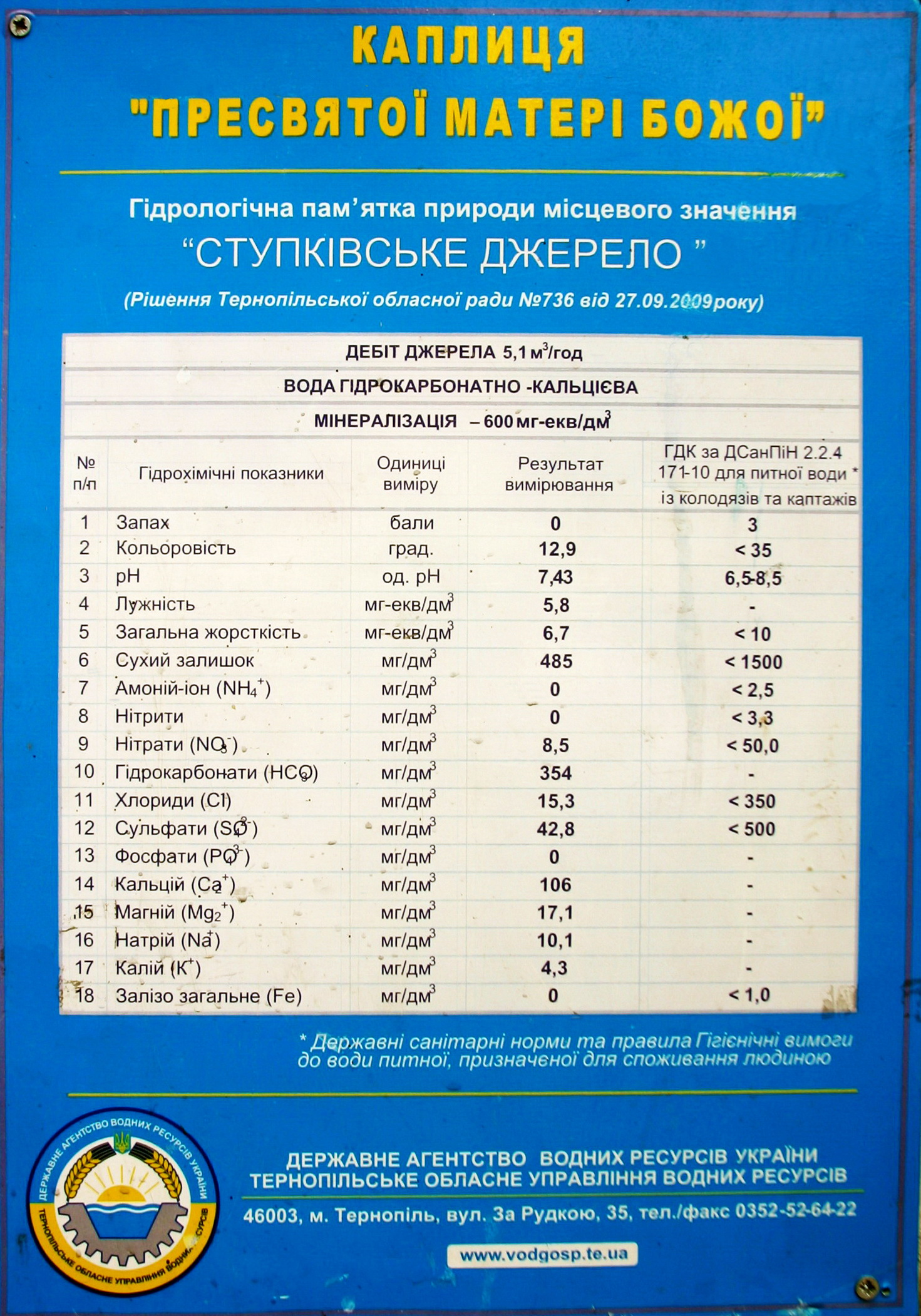
Таблиця мінералізації води
ступківського джерела

Джерело низхідне, вода чиста, холодна і приємна на смак. З джерела бере початок потічок завширшки 0,5 метра, який протікає по пасовищу та впадає в річку Гнізна Гнила. Завдяки старанням підприємця-мецената Степана Гирила та його сім'ї, у вересні 2009 року над джерелом побудована каплиця Богородиці, упорядкована та облаштована прилегла територія. Площа — 0,02 га. Неподалік джерела зростають акації. Місцеві мешканці, жителі міста Тернополя, інших населених пунктів області та подорожні беруть воду з джерела для пиття та приготування їжі.

## Легенда
Існує легенда, що коли йшли прочани з Тернополя у Збараж, то «ступали» до джерела напитися води, звідси і пішла назва села Ступки.

## Галерея

Каплиця Богородиці
Ступківське джерело
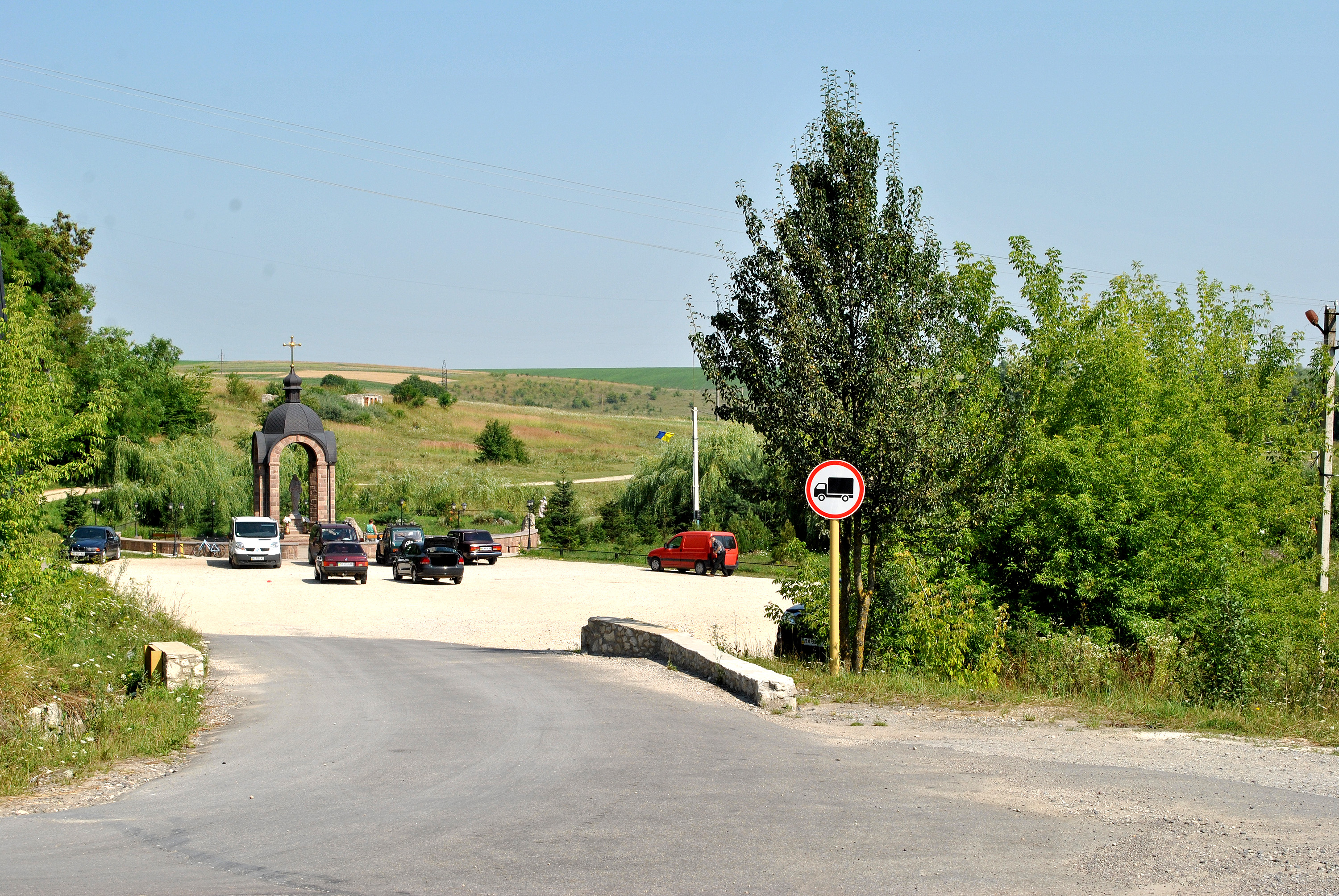
Вигляд на джерело з автошляху
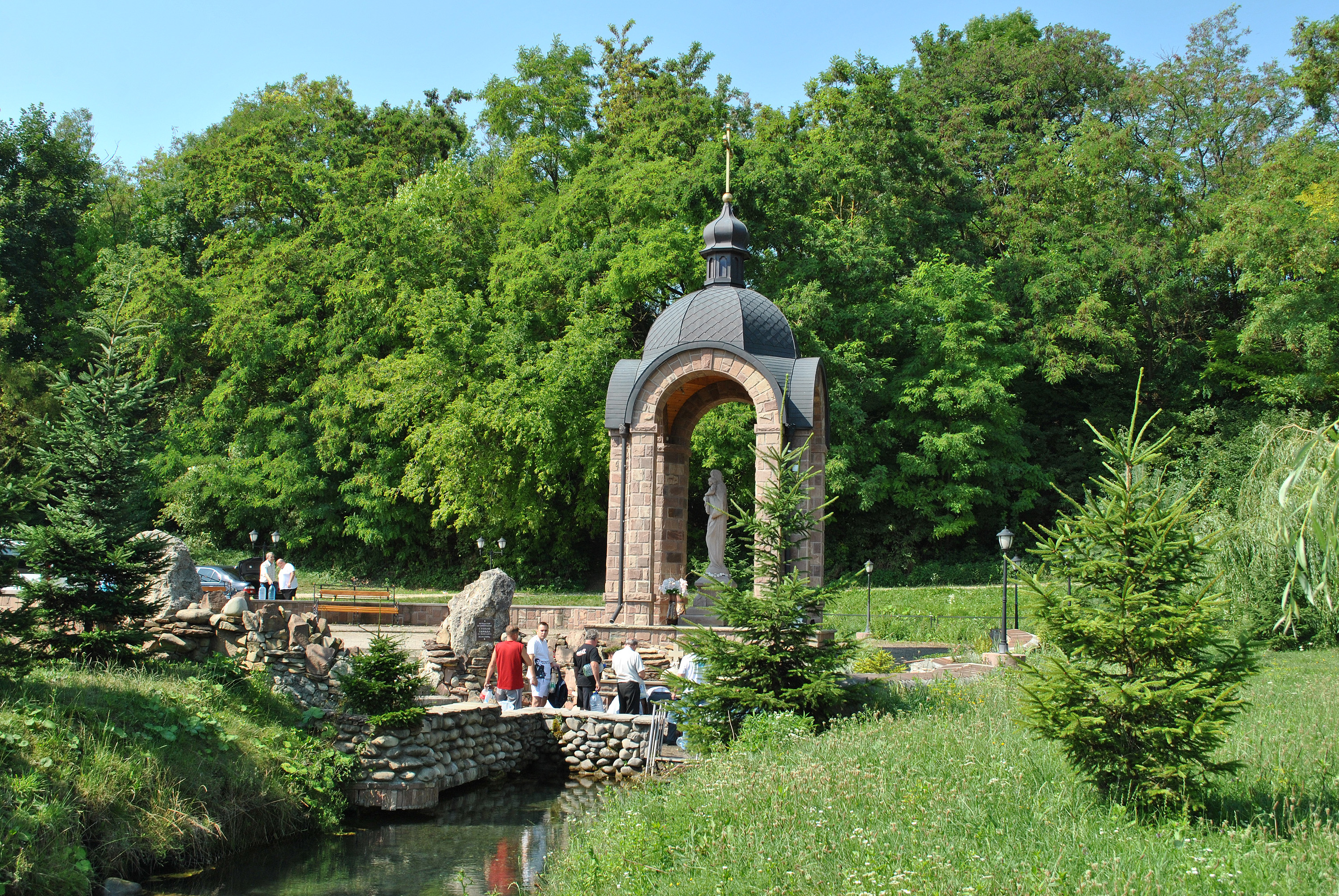
Із джерела люди посстійно беруть воду